# Gutierre Menéndez
Gutierre Menéndez (ca. 865-934) fue el más poderoso magnate gallego de su época en el Reino de León. Emparentado con la familia real a través de matrimonios, desempeñó un papel clave en las guerras civiles que estallaron después de la disputada sucesión del año 925. Él y su esposa Ilduara fueron los padres de san Rosendo.

## Entorno familiar, matrimonios y descendencia
Era hijo del conde Hermenegildo Gutiérrez y de Ermesenda Gatónez, hija de Gatón del Bierzo, luego conde en Astorga, quien pudo ser prima hermana del rey Alfonso III ya que su padre fue o hijo del rey Ramiro I o su cuñado. Nuña, la hermana de Gatón era la esposa del rey Ordoño I mientras que la hermana de Gutierre, Elvira estaba casada con el rey Ordoño II. El mismo Hermenegildo, conde de Tuy, pudo haber pertenecido a un linaje real como descendiente de los reyes Égica y Witiza.
Gutierre contrajo matrimonio con Ilduara Ériz, hija del conde Ero Fernández y de Adosinda. Teniendo en cuenta la edad de sus hijos, el matrimonio se habrá celebrado entre 885 y 890. Fueron padres de tres hijos y dos hijas:
- Munio (fl. 911-955), conde, casado con su prima hermana, Elvira Arias,[11][12] hija del hermano de Gutierre, el conde Arias Menéndez. Una de las hijas de este matrimonio fue Goto Muñoz,[13] reina consorte de Galicia por su matrimonio con el rey Sancho Ordóñez.[14]
- San Rosendo[15][11] (907-977), abad del monasterio de Celanova y obispo de Mondoñedo.
- Fruela Gutiérrez (fl. 935–42), conde, esposo de Sarracina, posiblemente ancestros de la Casa de Traba, y abuelos de Toda, la esposa del conde Menendo González.[16][17] Fue cofundador del monasterio de Celanova.[18]
- Adosinda (fl. 934–964),[19][16] casada en primeras nupcias con el conde Jimeno Díaz,[18] hijo del conde Diego Fernández. Después de enviudar, Adonsinda se casó con su sobrino, Ramiro Menéndez,[18][20] con quien tuvo a varios hijos. Fueron, probablemente, los padres de la reina Velasquita de León, casada con el rey Bermudo II.[21]
- Ermesinda[16] (fl. 929–934) casada con su primo el conde Pelayo González,[12] hijo del conde Gonzalo Betótez y Teresa Ériz,[18] y hermano del conde Hermenegildo González.[22] Una de las hijas de este matrimonio, Ilduara Peláez, contrajo matrimonio con el conde Gonzalo Menéndez.[23][16]

Gutierre llegó a poseer 103 villas en Galicia, Asturias, León y Portugal y tuvo varias residencias, aunque hizo de su castillo en Vilanova, la sede de su casa condal de Celanova, y en donde su ya viuda y luego beata Ilduara con sus hijos fundaran el monasterio de Celanova.
En 934, después de la defunción de Gutierre, sus cinco hijos repartieron sus propiedades en un colmellum divisionis. En su testamento Gutierre declara que el origen de sus bienes se debía a la magnificiencia del rey, el botín de guerra y a otros medios (de munificentia regis, de preda vel de ex aliquo ganato) así como a las propiedades heredadas. Su inmensa fortuna queda reflejada en el testamento así como en una donación a su esposa el 18 de agosto de 916 de tierras no solamente en Galicia sino también en el Condado Portucalense y en Asturias.

## Vida
Durante el reinado de su cuñado Ordoño II, Gutierre, como miembro de la curia regia, aparece frecuentemente confirmando numerosos diplomas reales. El 12 de octubre de 921, el rey Ordoño autorizó la restauración del monasterio de San Esteban de Ribas de Sil a petición de Gutierre y del abad Franquila.
Al rey Ordoño II le sucedió, sin ningún incidente, su hermano Fruela II. A la muerte de Fruela en 925, sin embargo, se desató una guerra civil entre los hijos de Ordoño, sobrinos de Gutierre. Sancho Ordóñez, el hijo mayor, ocupó brevemente el trono leonés pero ya para 926, reinaba solamente en Galicia mientras que su hermano menor, Alfonso IV, reinaba en León. En diciembre de 927, los dos reyes que aparentemente se habían reconciliado, se reunieron para confirmar la restauración del monasterio de Santa María de Loio, que había pertenecido a su abuela Hermesinda Gatónez, ubicado entre los ríos Loio y el Miño a las afueras de la ciudad de Lugo. Gutierre, presidió el consejo real en presencia de ambos reyes lo que sugiere que la reconciliación de los hermanos fue fruto de la intervención de Gutierre y que pudo haber ejercido como regente.
El 16 de abril de 927, el rey Sancho Ordóñez donó a Gutierre la villa de Villare que se encontraba en las proximidades del palacio de Gutierre en Villanueva de los Infantes. Posteriormente, su hijo san Rosendo construyó en las tierras de Villare el monasterio de Celanova. Aparte de su palacio (domus) en Vilanova, Gutierre era dueño de otro palacio en Puertomarín y es probable que también tuviese casas en Portugal, en Salas, cerca de Oporto, y en Asturias.
A la muerte del rey Sancho Ordóñez en 929, Alfonso IV comenzó a gobernar Galicia. El 16 de agosto del mismo año, el rey Alfonso, en recompensa por su lealtad, le encomendó a Gutierre la tenencia de seis condados en Galicia: Quiroga, Santiago de Castillón, Lor, Saviñao, Louseiro y Ortigueira. Las primeras cinco tenencias, todas en Galicia, se encontraban en Tierra de Lemos, cerca de Lugo mientras que Ortigueira se ubicaba en la costa norte. En el mismo documento de 929, el rey Alfonso se refería a Gutierre como tio nostro domno Gutierre.
En un documento datado en 942 después de la muerte de Gutierre y de su hermano Arias, consta que ambos habían gobernado más tenencias y decanias. Además de Lor y Quiroga, el documento también menciona a Bubal, Ladra, La Limia, Páramo, Salnés, Sorga y Triós en Galicia, así como Refojos de Leza en el Condado Portucalense. También, junto con su hermano Arias, gobernó la tenencia de Caldelas en Orense.
Gutierre confirmó varios documentos reales del rey Alfonso IV hasta que este fue derrocado por su hermano Ramiro II. Es posible que Gutierre haya estado involucrado en estos acontecimientos y que haya prestado su apoyo al rey Ramiro II ya que fue testigo de varios documentos de este monarca desde 931 hasta su muerte. Por el contrario, la mayoría de los magnates que apoyaron a Alfonso IV contra su hermano fueron marginados tras la victoria de Ramiro.
Falleció entre mayo de 933 y febrero de 934.